# ويليام هنري إدواردز
ويليام هنري إدواردز هو سياسي كندي، ولد في 7 أغسطس 1857 بدوفر في المملكة المتحدة، وتوفي في 18 يناير 1950 بتورونتو في كندا. حزبياً، نشط في حزب أونتاريو المحافظ التقدمي. وقد انتخب عضو برلمان مقاطعة أونتاريو.